# Karlovské bučiny
Karlovské bučiny jsou národní přírodní rezervací ležící v okrese Liberec mezi Karlovem pod Ještědem (část města Liberec) a obcí Kryštofovo Údolí. Oblast je chráněná z důvodu zachovalého komplexu bukových lesů na severovýchodních svazích Ještědského hřbetu. Jedná se o poměrně mladou přírodní rezervaci o rozloze 42,19 ha.  Velikost ochranného pásma je dle zákona 50 metrů o rozloze 28,29 ha. Rezervace se nachází na severních svazích vrchu Rozsocha (767 m) v nadmořské výšce 360–580 metrů a je přístupná lesní cestou zhruba 500 m od vlakové stanice Karlov pod Ještědem. V roce 2011 zde byla otevřena naučná stezka o celkové délce 3,5 km, která byla dotovaná Programem 2020 Lesy ČR.
Hlavním předmětem ochrany jsou vápnomilné bučiny, květnaté bučiny a kruštík drobnolistý (Epipactis microphylla). Dlouhodobým cílem ochrany je zachováním těchto lesních biotopů v přírodě blízkém stavu. Květnaté bučiny zaujímají největší část území, o něco menší plochu zaujímají vápnomilné bučiny. Méně obvyklé se na území nachází acidofilní bučiny a zcela výjimečně můžeme narazit na suťové lesy.

## Lokalita

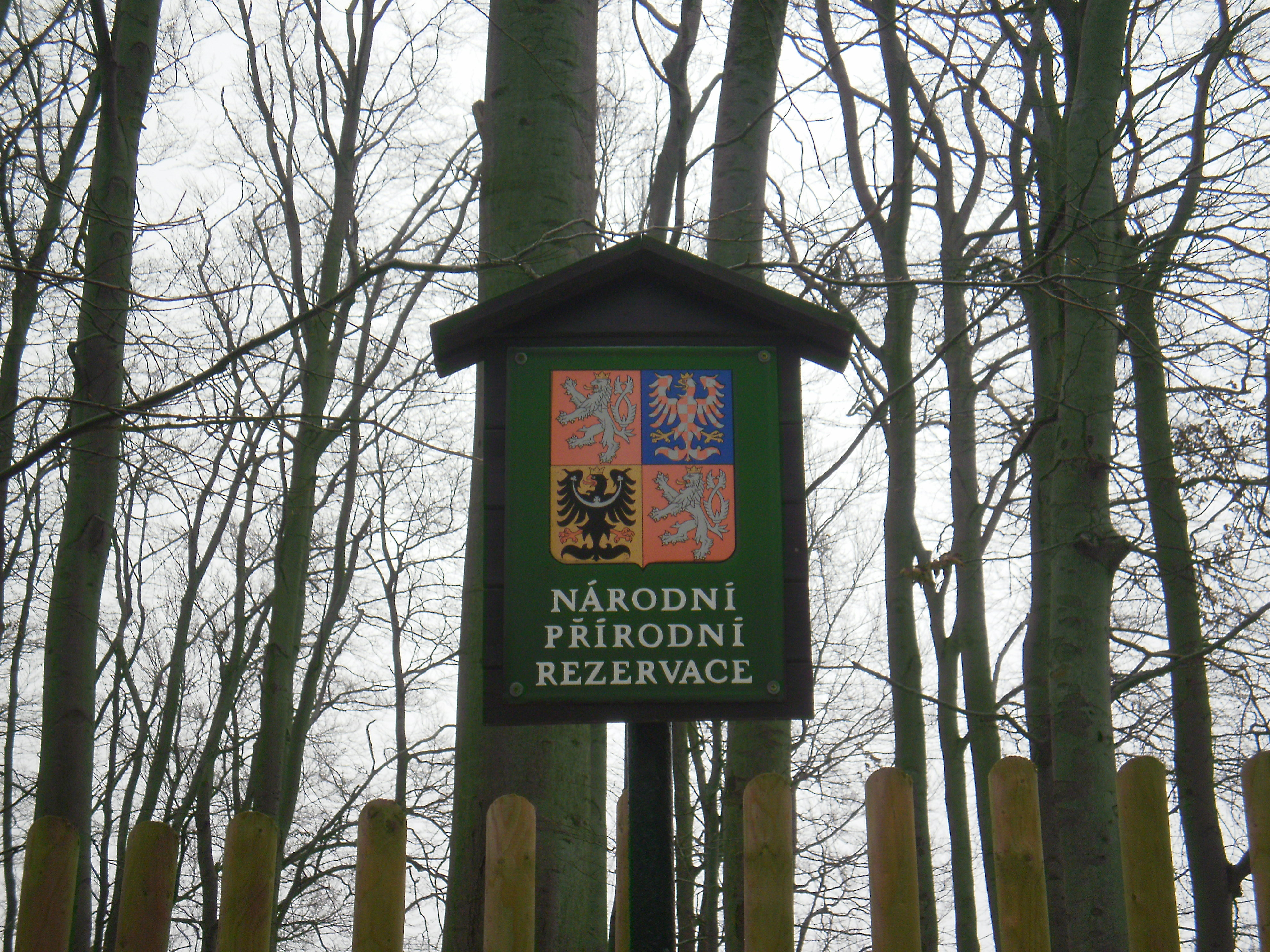
NPR Karlovské bučiny

Národní přírodní rezervace se rozkládá v severních svazích vrchu Rozsocha (767 m) v Ještědsko-kozákovském hřbetu. Leží v nadmořské výšce 360–580 metrů nad mořem. Celková výměra území je 42,19 ha. V místech, kde se kříží železniční trať se zeleně značenou turistickou stezkou, činí vzdálenost mezi hranicemi NPR Karlovské bučiny a přírodní rezervace Hamrštejn pouze cca 70 metrů. Území také protíná železniční trať Česká Lípa – Liberec, která ovšem pod samotnou rezervací vede tunelem vytvořeným na sklonku 19. století. Hranice území tvoří lesní cesty, středem území vede turisticky značená naučná stezka. V roce 2011 se navíc začalo celé území oplocovat za účelem ochrany bylinného patra a dřevin proti škodám spárkatou zvěří. Hranice území jsou také viditelné označeny červenými pruhy na kmenech stromů a na přístupových cestách hraničními sloupky se státním znakem.

## Historie

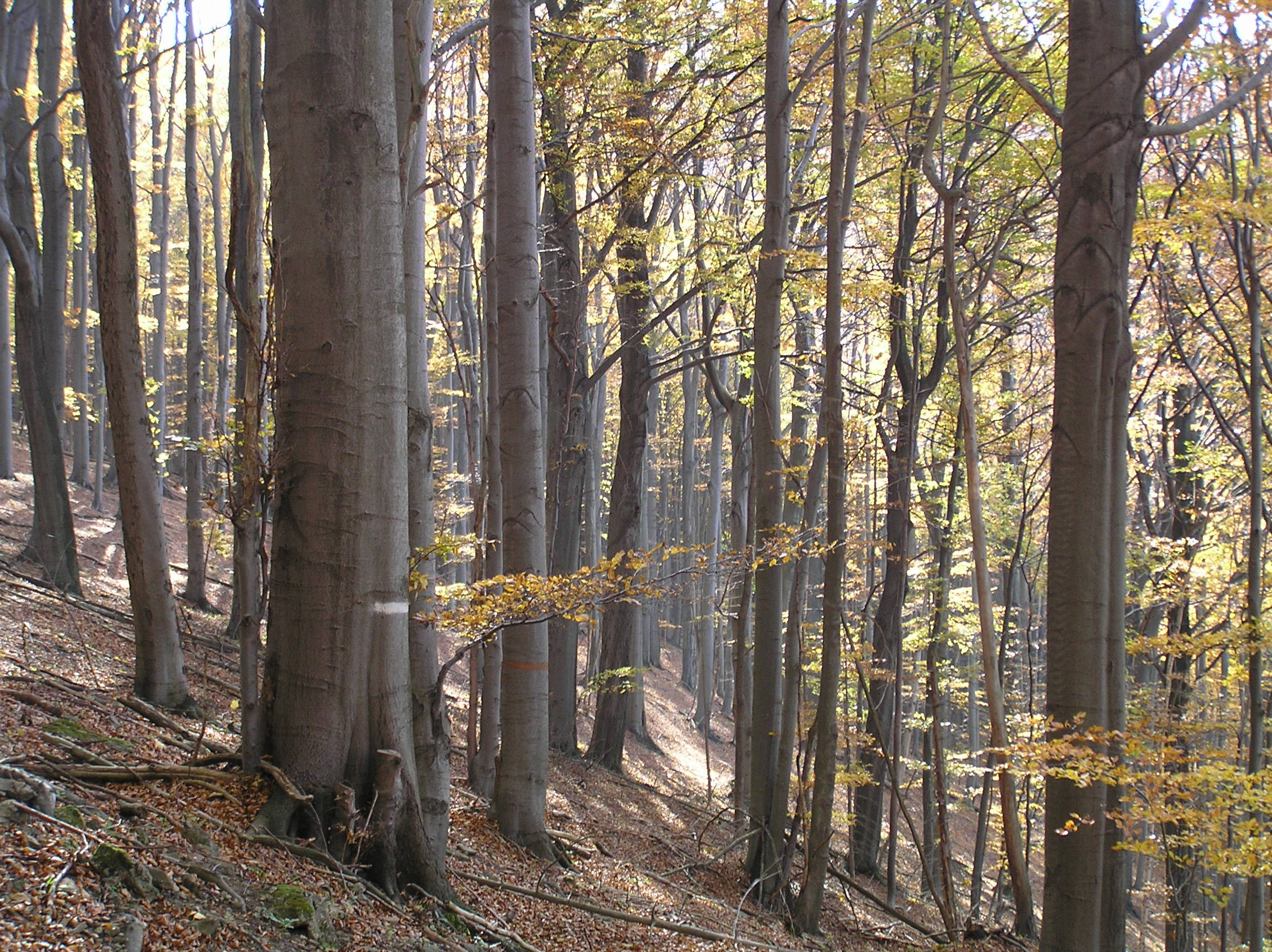
NPR Karlovské bučiny na podzim

Historie území sahá až do poloviny 13. století, kdy začalo v severní části Ještědského hřbetu docházet k budování hornických osad a rudných dolů (Panenská Hůrka, Ovčí hora, Andělská Hora). Těžila se zde převážně železná ruda, olověná ruda a stříbro. Do okolí Kryštofova Údolí se těžba přesunula až počátkem 16. století, která trvala přibližně až do roku 1750. Dnes jsou u potoka na západní hranici NPR Karlovské bučiny ještě patrné čtyři štoly, jedna z nich v současnosti slouží jako vodárna. V té době na území probíhala intenzivní těžba dřeva jak pro potřeby dolů, tak pro obyvatele v nedalekém Liberci. Podle historických podkladů se zde až do 19. století jako hlavní dřevinou držel buk, zatímco byly lesy v okolí postupně přeměňovány na lesy smrkové a borové. Bukové dřevo se na území drželo pravděpodobně z důvodu špatného vnášení smrku na vyhraněné stanoviště vápnomilných bučin. Přesto byly zdejší lesy hospodářsky využívány. V poválečném období zde již začala probíhat postupná obnova, převážně umělá. Často zde byl vysazován smrk, ten však byl postupně vytlačován bukem, klenem a jasanem. Roku 1972 zde konečně byla vyhlášena přírodní rezervace a zásahy do porostů tím téměř ustaly. V posledních 10-20 letech však byla zahájena obnova starých bučin.
Počátkem 20. století proběhla tzv. mnišková kalamita, která měla na svědomí pustošení jehličnatých lesů v Čechách i na Moravě a vedla k vykácení lesů na ploše přes 1000 km², předčasně tak bylo vytěženo více než 13 mil. kubíků dřeva. Po kalamitě proto byly okolo současné NPR nově vysazené převážně smrkové porosty, které jsou v současnosti důvodem pro migraci zvěře za potravou. Důsledkem toho jsou rozsáhlé škody okusem, což má za posledních několik desetiletí negativní dopad na přirozenou obnovu lesa. Největší škody zde za posledních 20 let nadělala především spárkatá zvěř. Především proto se zde začaly stavět oplocenky a navíc v současnosti zde probíhá oplocení většiny území rezervace. 
Karlovské bučiny byly vyhlášeny za přírodní rezervaci v roce 1972, v roce 1992 oblast povýšila na status národní přírodní rezervace. V roce 2008 byla na území vyznačena nová trasa pro sportovně-rekreační účely – geocaching. V roce 2011 byla navíc v NPR Karlovské bučiny otevřena naučná stezka, která turisty seznamuje s lesnickou problematikou.

## Přírodní poměry

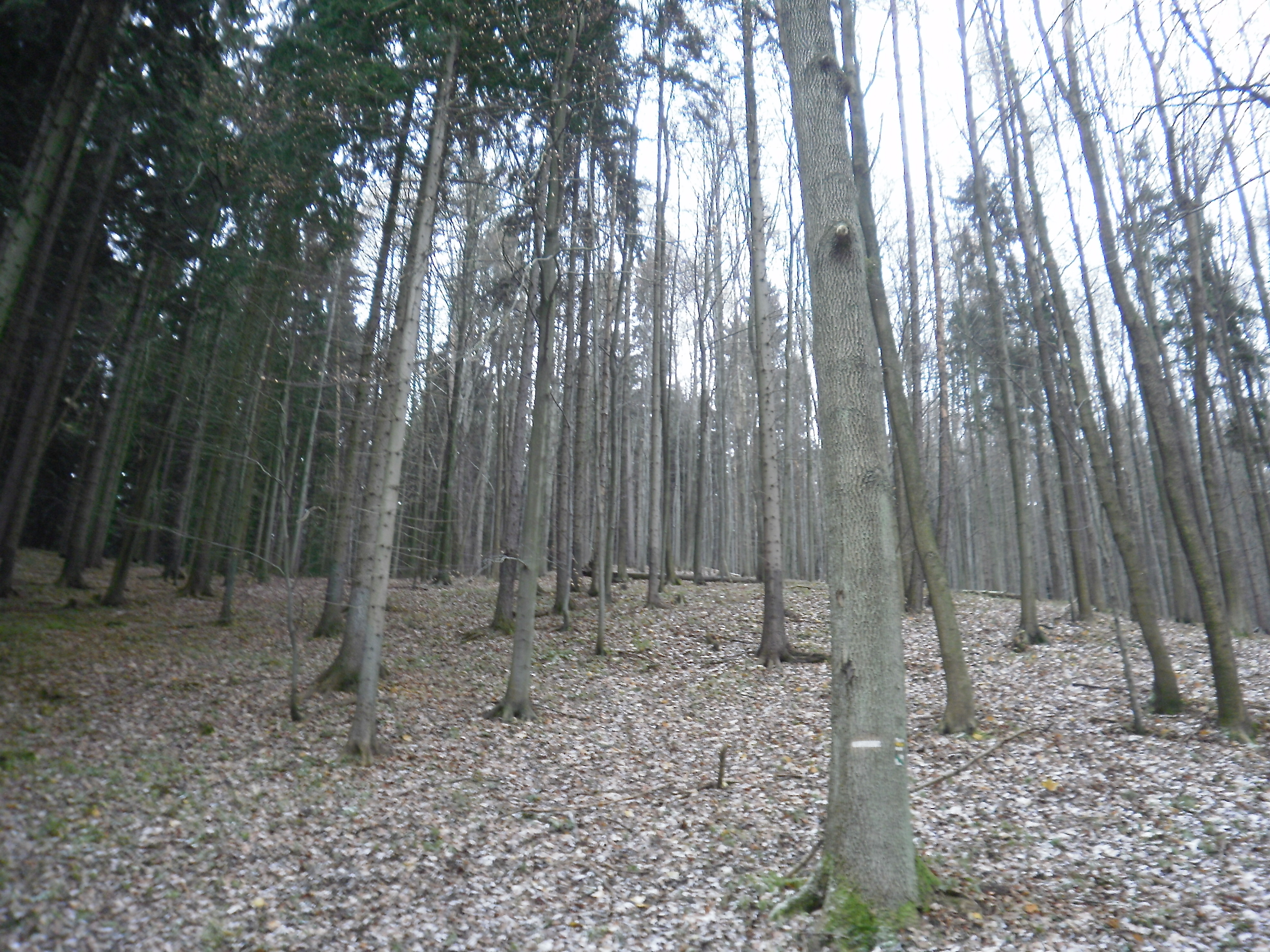
NPR Karlovské bučiny

Geologický podklad je zde tvořen převážně silursko-devonskými krystalickými vápenci až krystalickými dolomity pocházejících z prvohor. Místy se zde nachází kambrické fylity, acidoklinní horniny (ordovický kvarcit, granodiorit, kvarcity, břidlice). Území je velmi strmé, ve svazích vystupují skalní výchozy a čtvrtohorní suťové sedimenty, případně třetihorní fluviální sedimenty. Půdy na území NPR Karlovské bučiny jsou z velké části kambizem modální, místy podzolové. Vzácně se zde vyskytují kambizem oglejená, rankerová či rendziny.

### Hydrologie
Územím přímo žádný vodní tok neprotéká, v okolí hranic rezervace však napadlou vodu odvádí místní vodoteče do Lužické Nisy a do jeho levého přítoku Rokytka. V rezervaci se nachází dvě ochranná pásma vodních zdrojů: Prameniště Srnčí a Prameniště Důl. 

### Flóra
Flóra je na území rezervace velmi bohatě zastoupená, zejména lesními orchidejemi. Z nich je zde jednoznačně nejohroženější kruštík drobnolistý (Epipactis microphylla), jelikož NPR Karlovské bučiny jsou jeho jediná známá lokalita v Českém masivu. V území se vyskytuje ve vápnomilných bučinách, na jihozápadě zasahuje až za hranice NPR. Kruštík drobnolistý se nachází v tzv. červeném seznamu ohrožených druhů v kategorii C1 (kriticky ohrožený). Dále se zde vyskytuje korálice trojklaná (Corallorhiza trifida) a okrotice červená (Cephalanthera rubra) spadající do kategorie C2 (silně ohrožené druhy). Dalšími méně ohroženými druhy vyskytujících se v rezervaci jsou okrotice bílá (Cephalanthera damasonium), kruštík tmavočervený (Epipactis atrorubens), měsíčnice vytrvalá (Lunaria rediviva), lilie zlatohlavá (Lilium martagon), hnilák smrkový (Monotropa hypopitys), vemeník zelenavý (Platanthera chlorantha), lýkovec jedovatý (Daphne mezereum), kyčelnice devítilistá (Dentaria enneaphyllos), kruštík širolistý (Epipactis helleborine), rozrazil horský (Veronica montana) atd. Na území rezervace se vyskytuje mnoho různých druhů hub. 
Z dřevin rezervaci převažuje buk lesní (Fagus sylvatica), dále se zde vyskytuje javor klen (Acer pseudoplatanus), jasan ztepilý (Fraximus excelsior). Velmi hojný je zde také smrk ztepilý (Picea abies), který je zde pouze druhotného původu. Méně často se v oblasti vyskytují javor mléč (Acer platanoides), jedle bělokorá (Abies alba), dnes silně poškozená okusem zvěře, dále bříza bělokorá (Betula pendula), jilm horský (Ulmus glabra) a dub letní (Quercus robur).  

### Fauna

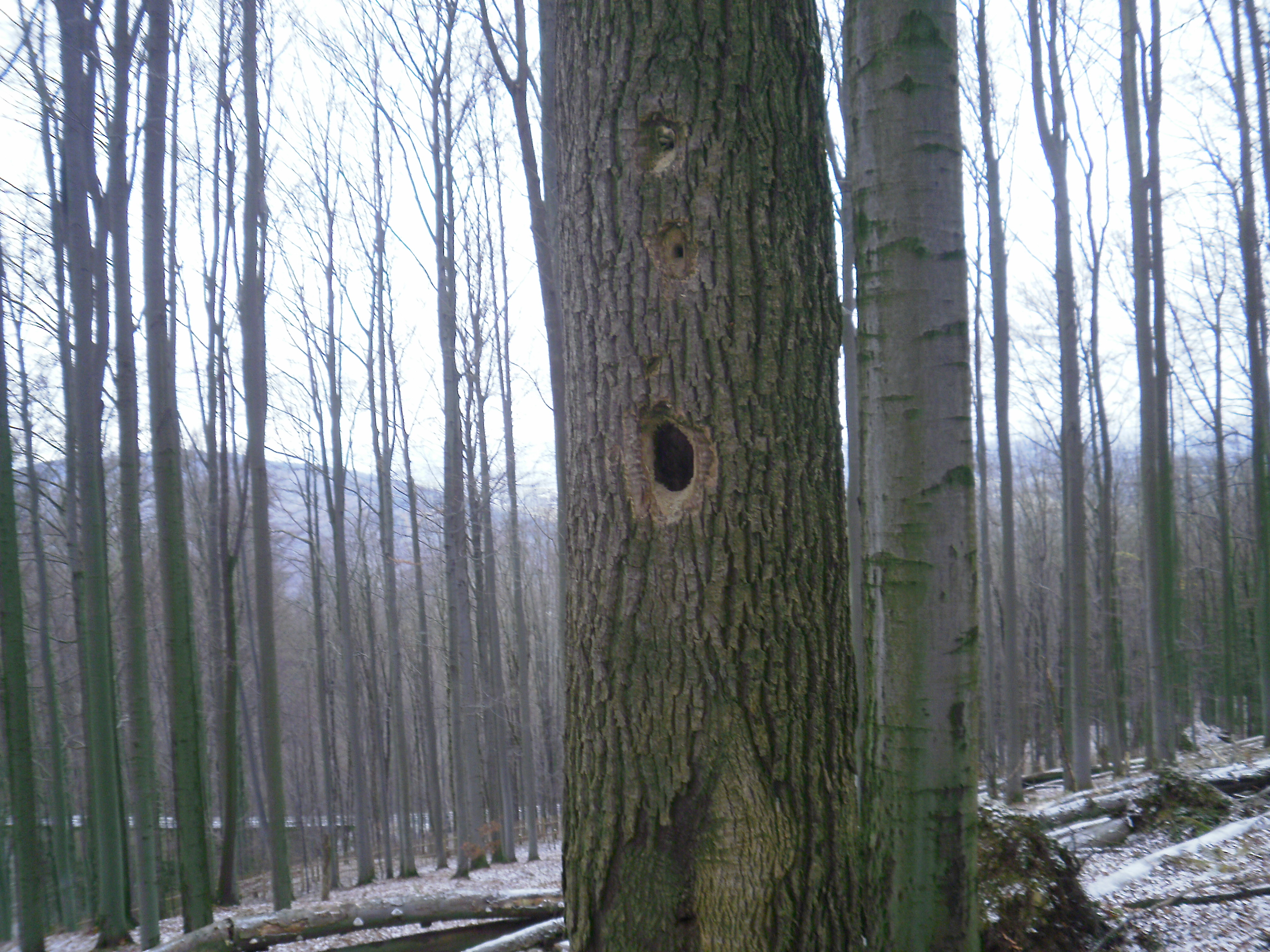
Staré listnáče jsou typickým domovem pro ptáky jako je datel černý, strakapoud velký či lejsek malý

Fauna přírodní rezervace není nijak rozsáhlá. Staré listnáče jsou domovem pro ptactvo, jako je datel černý (Dryocopus martius), strakapoud velký (Dendrocopos major) či lejsek malý (Ficedula parva). Na území se ještě také můžeme setkat s netopýry, například vrápencem malým (Rhinolophus hippsideros), ten však území využívá jen jako loviště. 

## Ochrana
Hlavním předmětem ochrany jsou vápnomilné bučiny, květnaté bučiny a již zmíněný kruštík drobnolistý. Vápnomilné bučiny, nacházející se na podloží vápnitého dolomitu, jsou na území většinou staré (až 200 let) stromy. Charakteristický je zde bohatý výskyt vstavačovitých rostlin. Květnaté bučiny zaujímají největší část území (60–65%) a jedná se o smíšené porosty buku, jasanu, javoru klenu a dalších druhů dřevin. Jsou to porosty s bohatě vyvinutým bylinným patrem. Kruštík drobnolistý se na území nachází ve třech různých lokalitách, na jihozápadní straně lokalita zasahuje i za hranice rezervace.
Cílem ochrany NPR Karlovské bučiny je zachování již zmíněných lesních biotopů (květnaté a vápnomilné bučiny) v přírodě blízkém stavu. Dalším cílem je obnova a podpora samořídících funkcí lesního ekosystému a minimalizaci lidských vstupů na území. Důležitým cílem je také zachování druhové rozmanitosti, zejména snaha o udržení či rozšíření vzácných a ohrožených druhů organismů, zejména vstavačovitých rostlin.

## Projekty

### Oplocení NPR Karlovské bučiny

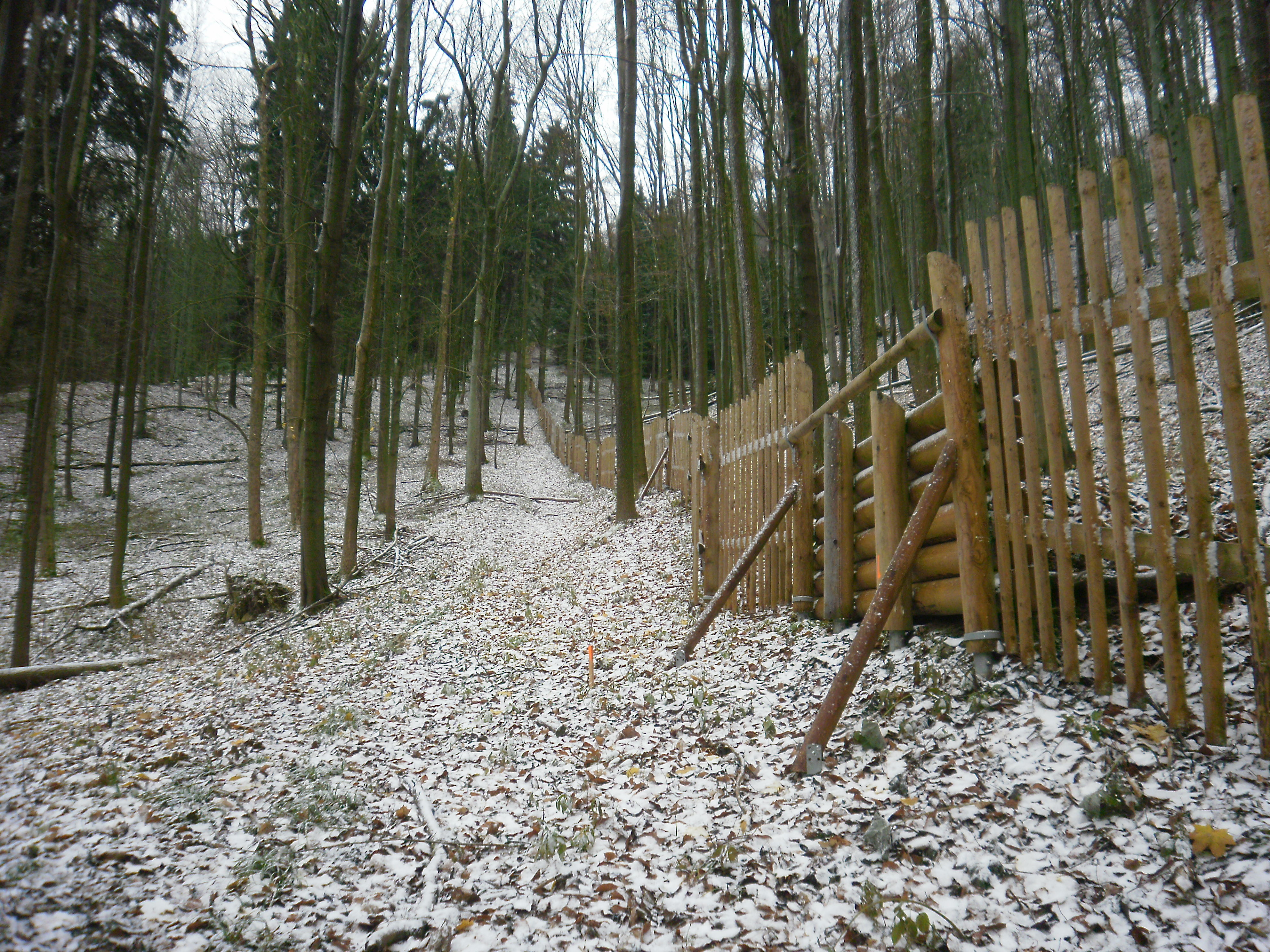
Oplocení NPR Karlovské bučiny

Projekt, který je dotovaný Evropským fondem pro regionální rozvoj a Státním fondem životního prostředí ČR, začal v polovině roku 2011 a celkové náklady na projekt činí cca 8,5 milionu korun. Projekt slouží hlavně k obnově a ochraně biotopů před migrací zvěří. Oploceny jsou místo jedné velké plochy dvě menší s volným pruhem uprostřed rezervace propojující dva protilehlé svahy. Tento volný pruh slouží jako efektivní řešení před rizikem poškozování plotu černou zvěří a následné vnikání zvěře spárkaté. Oplocení nekopíruje hranice NPR, ale zohledňuje lesní cesty, terénní dostupnost a sklon terénu. V rámci celé akce byla též proveden výsadba listnatých dřevin a jedle. Dokončení oplocení je plánováno na konec roku 2014.

### Naučná stezka NPR Karlovské bučiny
Nová naučná stezka byla otevřena 3. července 2011. Je celkem 3,5 km dlouhá a má dohromady 6 zastávek s informačními tabulemi. Cílem tohoto projektu je přiblížit turistům lesnickou problematiku. První tabule je hned na začátku cesty u železniční stanice. Na stezce se potom tři zastavení věnují významu vody, lesním půdám a obnově lesa. Zbylé 2 zastávky se věnují významu lesních cest a rozdíly mezi druhy lesa a květenou. Projekt byl dotovaný Programem 2000 Lesy ČR a dohromady přišel na 100 000 korun. 